# Tacuinum sanitatis

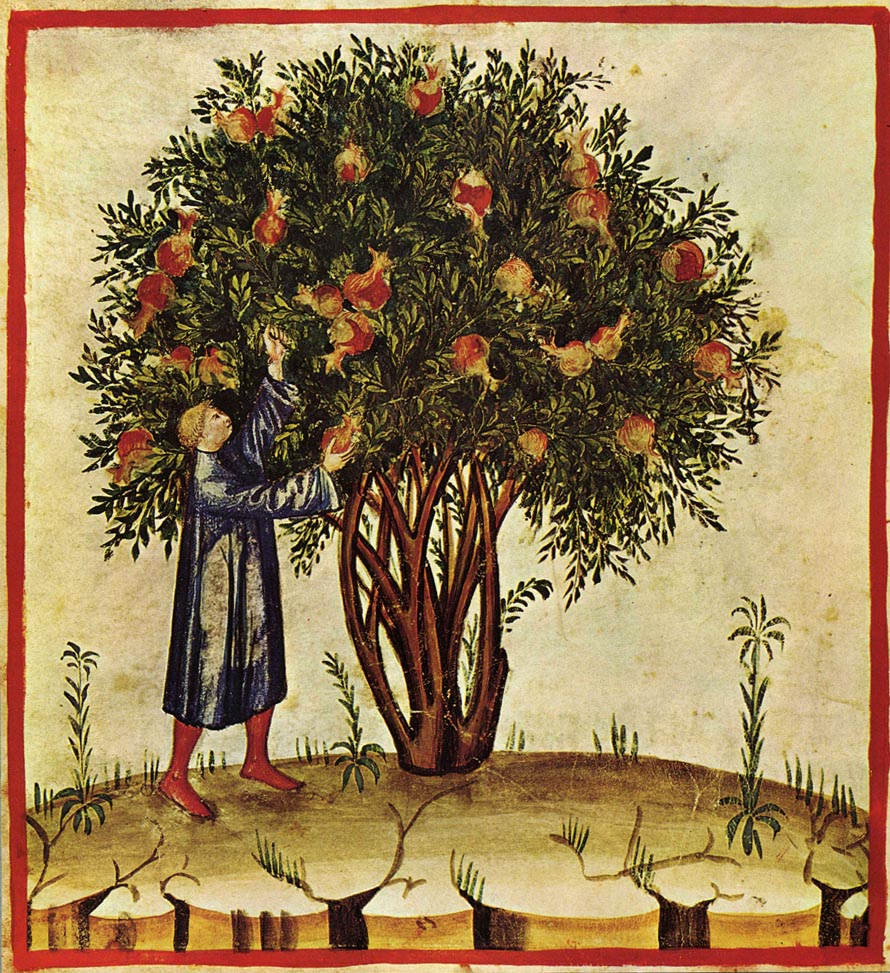
Tacuinum sanitatis, Lombardía, finales del (Biblioteca Casanatensis, Roma).

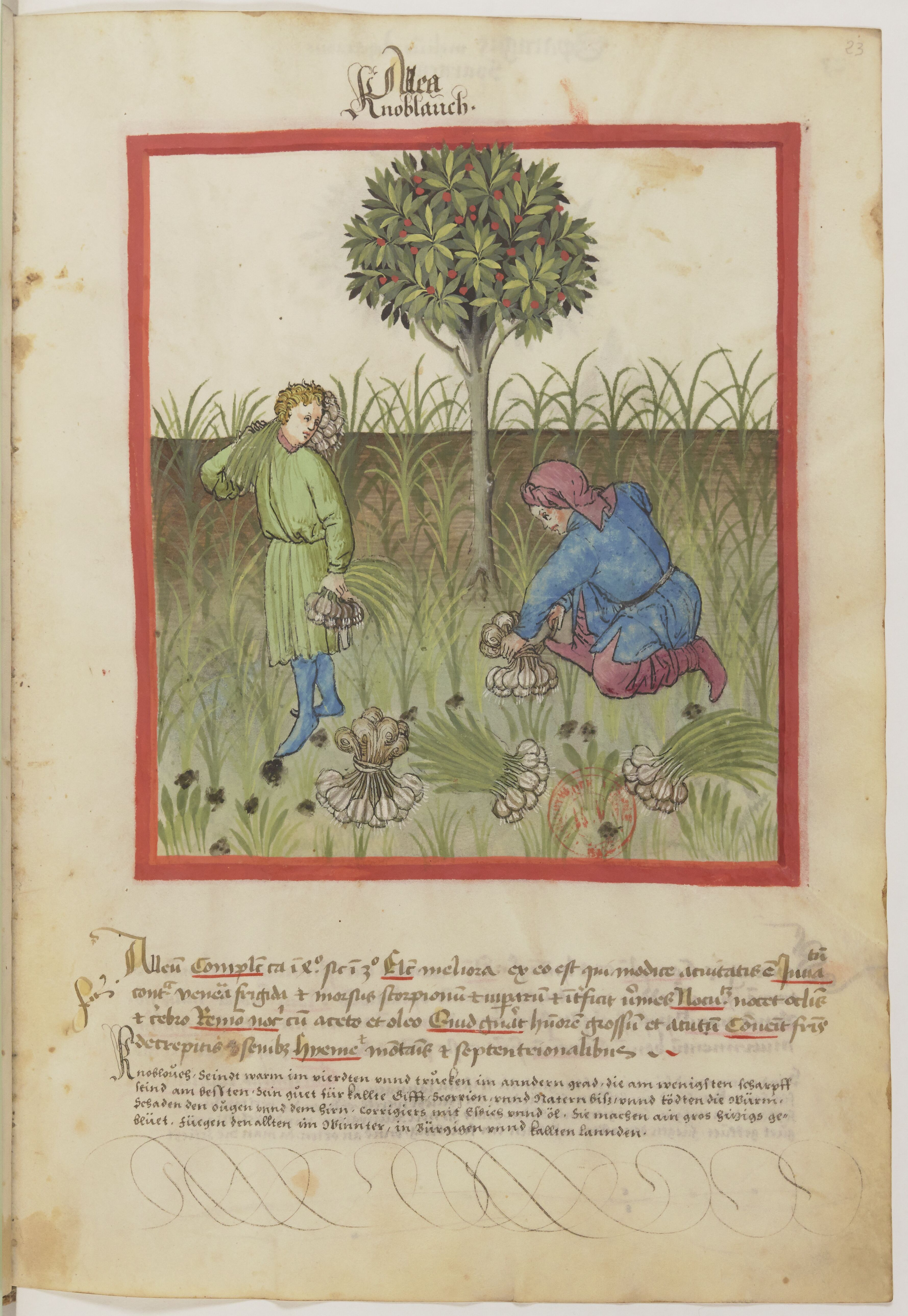
Cosecha del ajo. Del Tacuinum sanitatis, ca. 1400 (Biblioteca Nacional de París).

El Tacuinum sanitatis (a veces, Taccuinum sanitatis) es un manual medieval sobre salud y bienestar, basado en el Taqwim al‑sihha تقويم الصحة (Tablas de salud), un tratado médico árabe de Ibn Butlan. Existe en varias versiones en latín, con manuscritos profusamente ilustrados. Aunque describe con detalle las propiedades benéficas y dañinas de los alimentos y las plantas, es más que un herbario, pues incluye amplias secciones sobre la respiración, el ejercicio, el descanso y la salud mental.
El Tacuinum fue muy popular en Europa Occidental en la Baja Edad Media. Un indicativo de tal popularidad es el uso de la palabra tacuino en italiano moderno para referirse a cualquier manual o libro de bolsillo.
Además de su importancia para el estudio de la medicina medieval, el Tacuinum tiene interés también para el estudio de la agricultura; por ejemplo, la primera imagen en la que se puede identificar una zanahoria —una planta moderna— se encuentra en él.

## El Tacuinum sanitatis Ms. Lat 9333
La Biblioteca Nacional de Francia, bajo la signatura Ms. Lat 9333, conserva la más célebre versión manuscrita de la obra. El Tacuinum sanitatis  fue dotado en la Lombardía de un ciclo de ilustraciones muy desarrollado, punto de partida de un florecimiento de ejemplares que traspasó las fronteras de Italia. Buena prueba de ello es este códice de lujo, con todos sus folios iluminados, realizado en Renania. Cada folio contiene una miniatura con una leyenda (en latín, con una traducción posterior al alemán) en la que se indica la naturaleza del elemento, las características de lo que se considera mejor para la salud humana, el beneficio que produce, el perjuicio que puede causar y el remedio para dicho perjuicio.
En el 2008, el sello español M. Moleiro Editor publicó la primera y única reproducción facsímil de este Tacuinum sanitatis, en una edición limitada a 987 ejemplares.1 La edición vino acompañada de un volumen de estudio a cargo de Alain Touwaide (Instituto Smithsonian), Eberhard König (Freie Universität Berlin) y Carlos Miranda García-Tejedor (doctor en Historia).